# El crimen de Oribe
El crimen de Oribe és una pel·lícula en blanc i negre de l'Argentina dirigida per Leopoldo Torres Ríos i Leopoldo Torre Nilsson segons el guió d'aquest sobre l'adaptació d'Arturo Cerretani del conte El perjurio de la nieve, d'Adolfo Bioy Casares que es va estrenar el 13 d'abril de 1950 i que va tenir com a protagonistes a Roberto Escalada, Carlos Thompson, Raúl De Lange i María Concepción César.
En una enquesta de les 100 millors pel·lícules del cinema argentí duta a terme pel Museo del Cine Pablo Ducrós Hicken l'any 2000, la pel·lícula va aconseguir el lloc 30.

## Sinopsi
L'acció transcorre en una regió de la Patagònia. Un periodista de Buenos Aires, immobilitzat per una avaria d'un cotxe, descobreix, per a la seva sorpresa, un estrany espectacle en forma de ritual. En una casa, un home encén les espelmes d'un arbre de Nadal cada dia al final del vespre. Aleshores, les seves filles de seguida encenen els llums de les habitacions de la casa. A la pensió on s'ha refugiat, el periodista coneix el poeta Oribe, a qui en el seu moment va dedicar un article. Li parla, alhora, de l'home que acaba de veure en aquesta estranya casa. L'Oribe, com la resta de persones, li aconsella que no s'hi acosti: Vermehren, danès d'origen, no tolera cap visita i utilitza una arma de foc per allunyar la gent que intenta apropar-se a casa seva. Tanmateix, quan s'assabenten de la mort de Lucia, una de les seves quatre filles, l'Oribe i el periodista aconsegueixen entrar a casa de Vermehren que, aclaparat, no reacciona. El danès està convençut que algú va interferir a l'interior de la casa, provocant la mort de la seva filla. Un metge, present al lloc dels fets, tanmateix estableix formalment que el certificat de defunció s'hauria d'haver signat, fa un any, la nit de Nadal. En aquell moment, Lucia va patir un atac de cor i el metge havia pronosticat poques possibilitats de supervivència. Explica Vermehren: per evitar la fatalitat, ell i les seves filles havien repetit, cada nit, els mateixos gestos, amb precisió, amb l'únic propòsit d'aturar el curs inexorable del temps... Un desconegut, entrant en la intimitat de la família havia pertorbat per tant la cerimònia i provocat la mort de Lucia, que Vermehren considera, per la seva banda, un delicte...

## Repartiment
- Roberto Escalada	... 	José Luis Villafañe
- Carlos Thompson	... 	Carlos Oribe
- Raúl De Lange	... 	Luis Vermehren
- María Concepción César	... 	Lucía Vermehren
- Carlos Cotto	... 	Dr. Battis
- Diana Wells	... 	Eugenia
- Paula Darlán	... 	Ruth Vermehren
- Delia Cristiani	... 	Adelaida Vermehren
- Trudy Tomis	... 	Margarita Vermehren
- Arturo Arcari	... 	Américo
- Alberto Rinaldi
- Francisco Monet
- Juan Alberto Domínguez
- Max Citelli... 	Lacava
- José Sereno
- Miguel Leporace
- Rafael Ricardo
- Néstor Johan
- Mario Conflitti
- Néstor Yoan	... 	Periodista

## Comentaris
El crimen de Oribe és, com deia el crític argentí l'any 1950, "un exercici d'estil i virtuosisme"? En aquest conte de La Bella Dorment invertida hi ha la llavor de l'univers atemporal que Leopoldo Torre Nilsson aprofundirà més tard […] En el pla ètic, la pel·lícula fa referència al problema. de la culpa ambigua i el desig masoquista d'autocàstig. Oribe s'esforça en semblar responsable de la mort de Lucia: així pot viure l'experiència per delegació. 
| « | Per traspàs, Oribe s'obliga a expiar perquè si no és culpable d'un delicte pròpiament dit, sap que és culpable de la seva realitat existencial. A partir d'aquest tema del conflicte entre les dues culpabilitats de ser que desenvoluparà en particular Torre Nilsson a Un guapo del '900, podem dir que motiva els estranys comportaments. de la majoria dels seus personatges. | » |

| « | La pel·lícula era més literària que cinematogràfica […] Va romandre desigual, però el seu èxit a l'hora d'aproximar-se a la subjectivitat la va fer important en un moment de pobresa intel·lectual […] i la rutina de producció dominava la pantalla argentina. | » |

La revista Set  va dir:
| « | ”Un film que se surt del comú i aconsegueix un veritable impacte en el públic culte que aprecia sense retalls la veritable qualitat de la seva trama i realització.” | » |

Per la seva part Manrupe i Portela escriuen :
| « | ”En el seu debut, Torre Nilsson va triar el conte de Bioy i el va recrear amb un clima especialment ombrívol, inquietud en els enquadraments i també una certa solemnitat. El ritu de la repetició està tractat amb misticisme. Dins de l'ortodox, un film ambiciós per a l'època.Raúl de Lange va complir una actuació inoblidable. Torres Ríos només va supervisar els primers dies de filmació.” | » |